# Route de Boulogne-à-Passy
La route de Boulogne-à-Passy est une voie située dans le 16e arrondissement de Paris, en France.

## Situation et accès
Elle se trouve dans le bois de Boulogne.

## Origine du nom
La voie est ainsi nommée car elle est une route qui relie Boulogne-Billancourt à Passy.